# سدریک چومبه
سدریک چومبه (فرانسوی: Cédric Tchoumbé‎؛ زادهٔ ۲۸ مارس ۱۹۸۷) بازیکن فوتبال اهل فرانسه است.

## باشگاهی
از باشگاه‌هایی که در آن بازی کرده‌است می‌توان به باشگاه فوتبال فیرنسی اشاره کرد.